# Kyritz
Kyritz (pol. hist. Korzyca) – miasto w Niemczech w kraju związkowym Brandenburgia, w powiecie Ostprignitz-Ruppin. Według danych z 2023 roku miasto liczy 9114 mieszkańców.

## Historia
Pierwsza udokumentowana wzmianka o miejscowości pochodzi z 946 roku. Po podbiciu miejscowych Słowian przez Albrechta Niedźwiedzia w 1157 roku powstał tu zamek obronny nad rzeką Jäglitz. W 1237 miejscowość, wymieniana jako Chorizi, otrzymała prawa miejskie, nadane przez panów von Plotho. Od drugiej połowy XIII wieku miasto znajdowało się na przemian pod panowaniem Brandenburgii i Meklemburgii, by w 1415 trafić pod berło Hohenzollernów rządzących jako elektorowie brandenburscy. Położenie na styku szlaków handlowych sprzyjało rozwojowi handlu i rzemiosła. Cech krawców, liczący w 1610 roku 300 osób, utrzymywał bliskie stosunki handlowe z dużymi miastami hanzeatyckimi – Hamburgiem i Lubeką (samo Kyritz najpóźniej od 1359 roku należało do Hanzy). Głównym towarem eksportowym było sukno i piwo znane jako Mord und Totschlag (z niem. Mord i Zabójstwo). W XIV wieku na znaczeniu zyskiwało również rolnictwo wraz z czterema średniowiecznymi młynami zbożowymi.
Dalszy rozwój miast w Prignitz hamowały konflikty rodów szlacheckich – w 1381 i 1411 roku miały miejsce nieudane ataki na Kyritz wojsk meklemburskiego rycerza von Bassewitza, który poniósł śmierć podczas drugiego z najazdów. W 1635, w trakcie wojny trzydziestoletniej, miała tu miejsce bitwa wojsk saksońsko-brandenburskich z armią szwedzką, która spowodowała upadek rzemiosła i przemysłu browarniczego. W 1718 roku miejscowość została siedzibą garnizonu.
W 1806 roku, wskutek bitwy pod Jeną-Auerstedt, miasto trafiło pod panowanie francuskie. Po wycofaniu się wojsk najeźdźcy w 1817 roku Kyritz zostało miastem powiatowym. W XIX wieku kilkukrotnie niszczyły je pożary. Wraz z rozwojem rolnictwa po wojnie francusko-pruskiej z lat 1870–1871 wzniesiono jedną z największych w Niemczech fabryk krochmalu, a w następnych latach również elektrownię i mleczarnię. W 1879 roku powstał dzisiejszy budynek ratusza. W 1887 uruchomiono połączenie kolejowe z Neustadt (Dosse) i Pritzwalkiem.
Podczas I wojny światowej zginęło 160, a podczas II wojny – 174 mieszkańców miasta. W nocy z 1 na 2 maja 1945 mieszkańcy wywiesili na wieży ratuszowej białą flagę, która uchroniła miasto przed zniszczeniem przez wojska sowiecie. 2 września 1945 Wilhelm Pieck ogłosił tu plan przeprowadzenia reformy rolnej w radzieckiej strefie okupacyjnej. W latach 1956–1985 powstały dzielnice mieszkaniowe Kyritz West i Kyritz Ost. W 1994 roku miasto podłączono do sieci gazu ziemnego.

## Zabytki i osobliwości
Miasto posiada bogaty zespół architektury szachulcowej. Duża część najcenniejszych budynków skoncentrowana jest przy rynku (Marktplatz). Do najważniejszych zabytków należą:
- pozostałości murów miejskich (XIII/XIV wiek),
- kościół Mariacki z początków XII wieku z organami z 1873,
- ratusz z 1879 (neogotyk),
- szachulcowy Eichhorstsches Haus z 1663[5].

## Demografia
| 1875 | 7 639  |
| 1890 | 7 911  |
| 1910 | 7 960  |
| 1925 | 8 656  |
| 1933 | 8 820  |
| 1939 | 8 839  |
| 1946 | 13 437 |
| 1950 | 13 575 |
| 1964 | 11 653 |
| 1971 | 12 477 |

| 1981 | 12 076 |
| 1985 | 12 085 |
| 1989 | 11 885 |
| 1990 | 11 727 |
| 1991 | 11 477 |
| 1992 | 11 421 |
| 1993 | 11 612 |
| 1994 | 11 537 |
| 1995 | 11 442 |
| 1996 | 11 473 |

| 1997 | 11 407 |
| 1998 | 11 118 |
| 1999 | 11 077 |
| 2000 | 10 847 |
| 2001 | 10 721 |
| 2002 | 10 579 |
| 2003 | 10 427 |
| 2004 | 10 259 |
| 2005 | 10 158 |
| 2006 | 10 018 |

| 2007 | 9 901 |
| 2008 | 9 793 |
| 2009 | 9 681 |
| 2010 | 9 537 |
| 2011 | 9 303 |
| 2012 | 9 236 |
| 2013 | 9 152 |

## Współpraca
Miejscowości partnerskie:
- Svalöv, Szwecja
- Wałcz, Polska
- Werne, Nadrenia Północna-Westfalia

## Przypisy

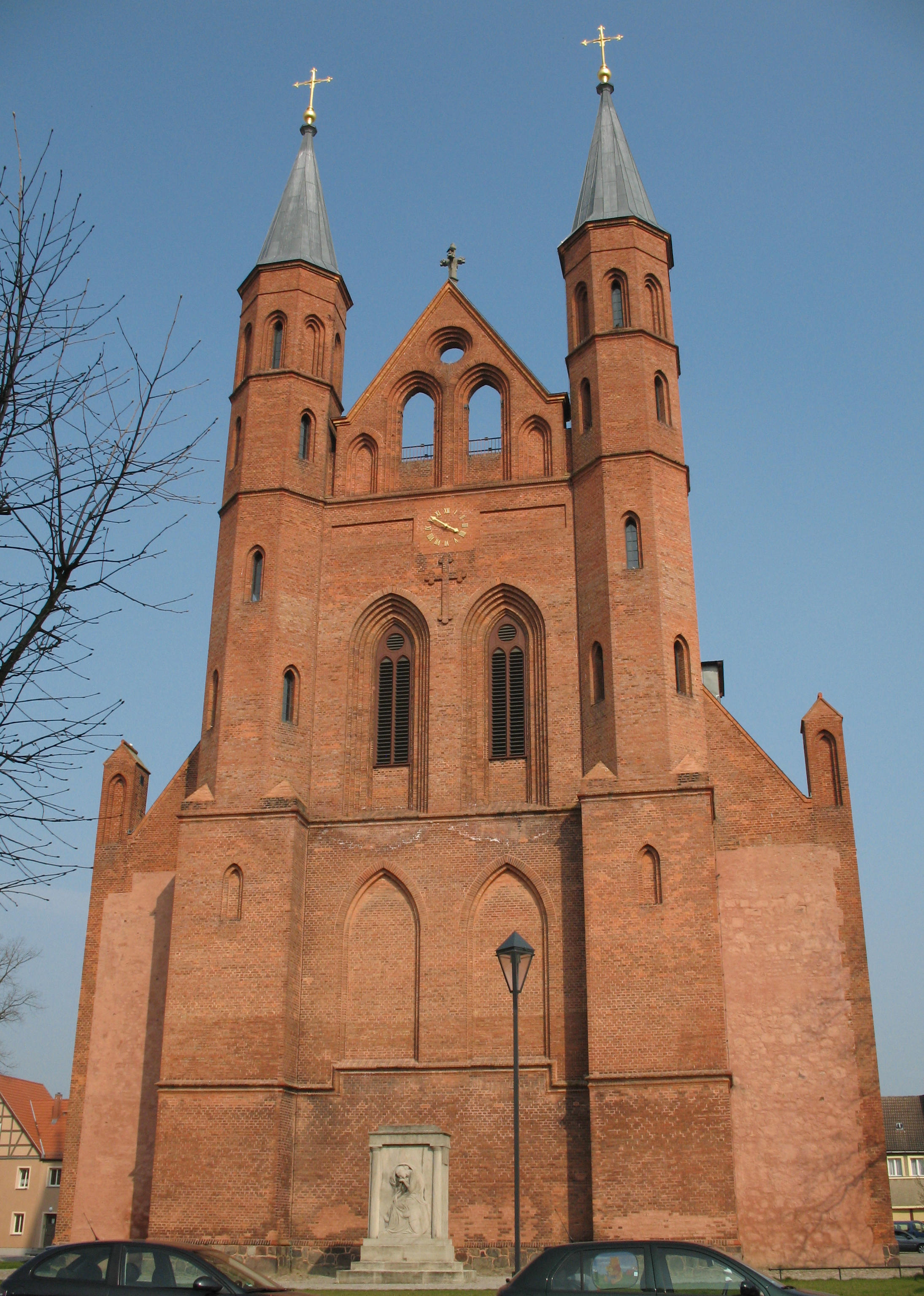
Kościół mariacki
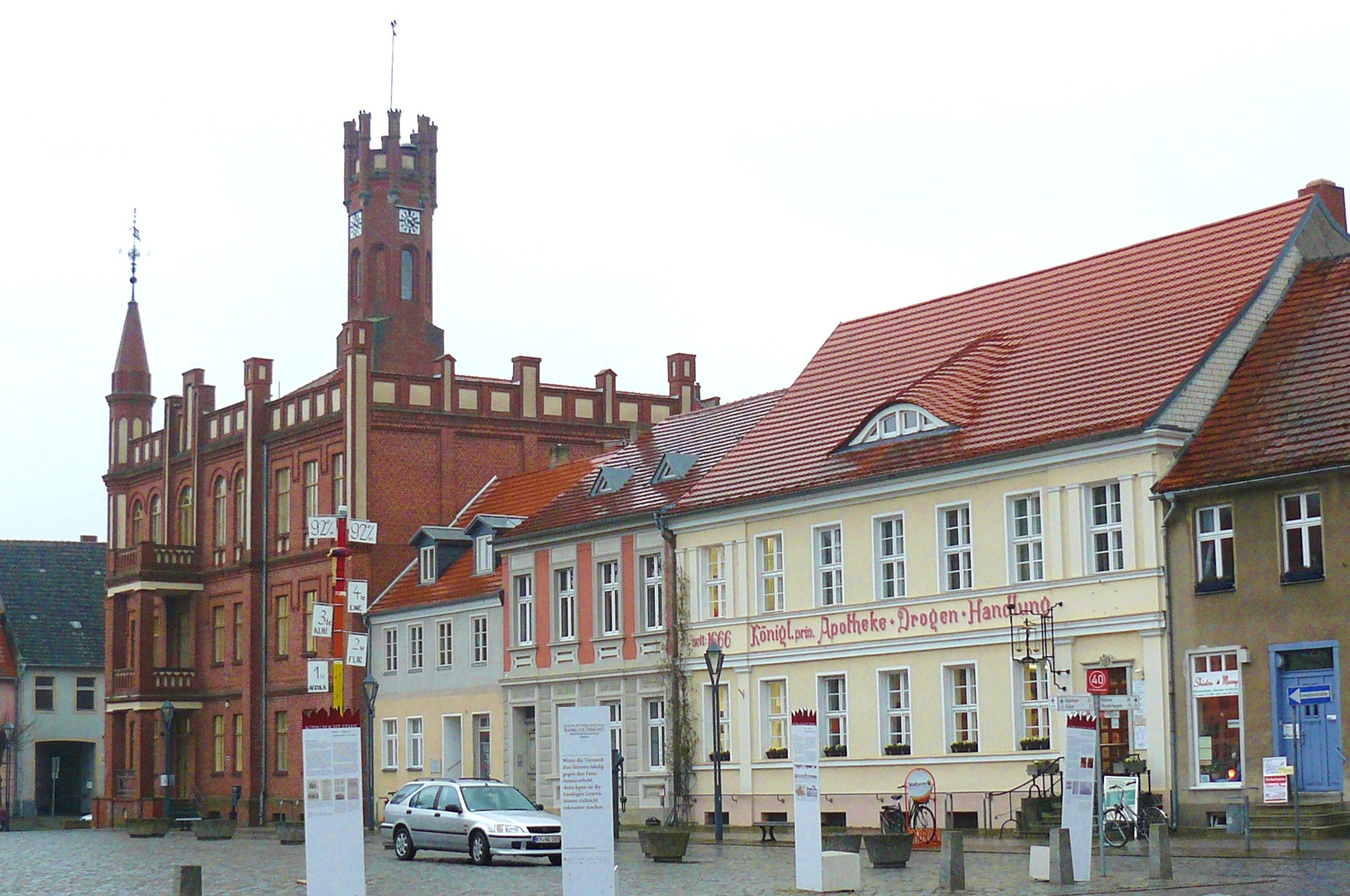
Marktplatz i ratusz
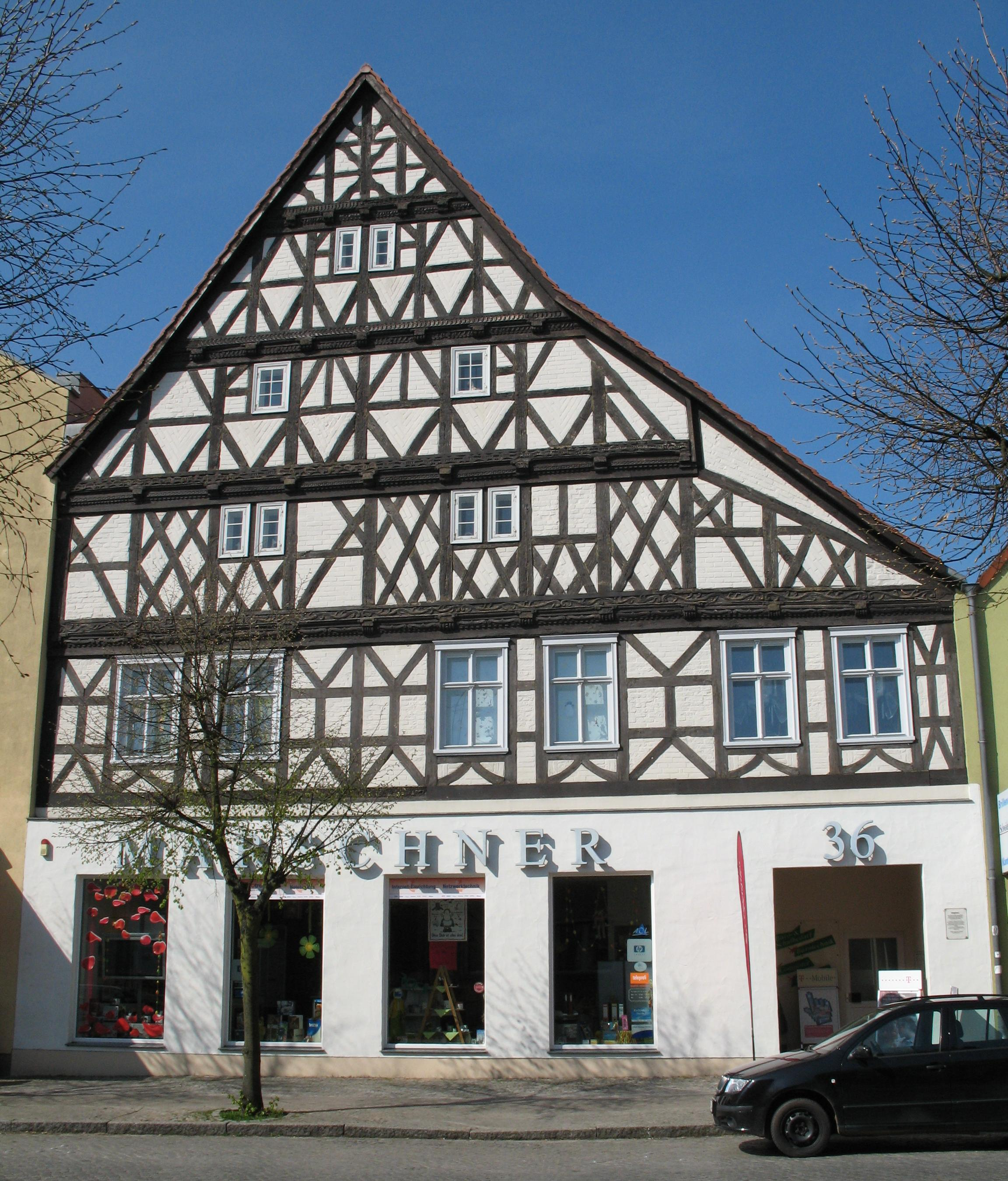
Dom szachulcowy
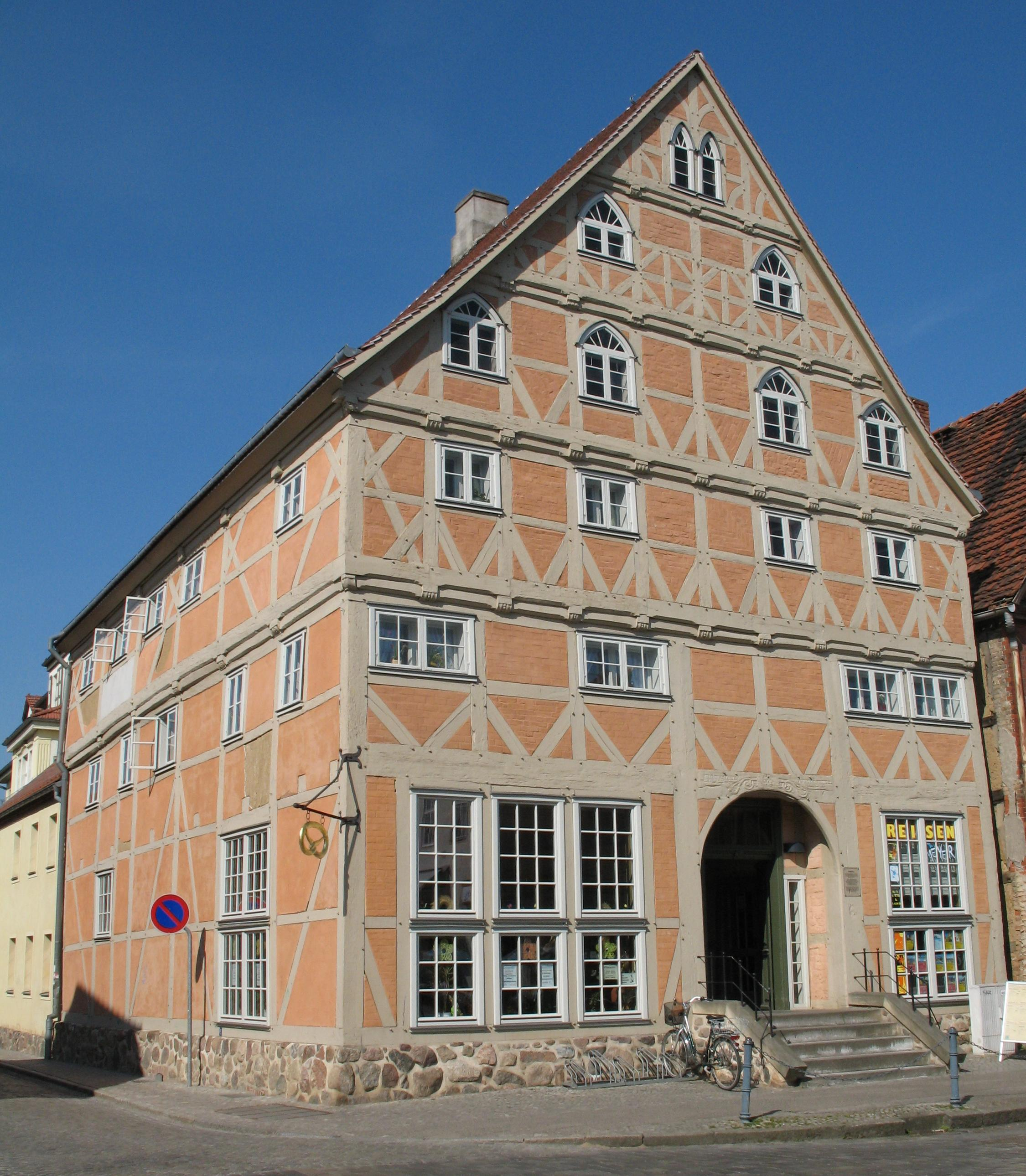
Eichhorstsches Haus
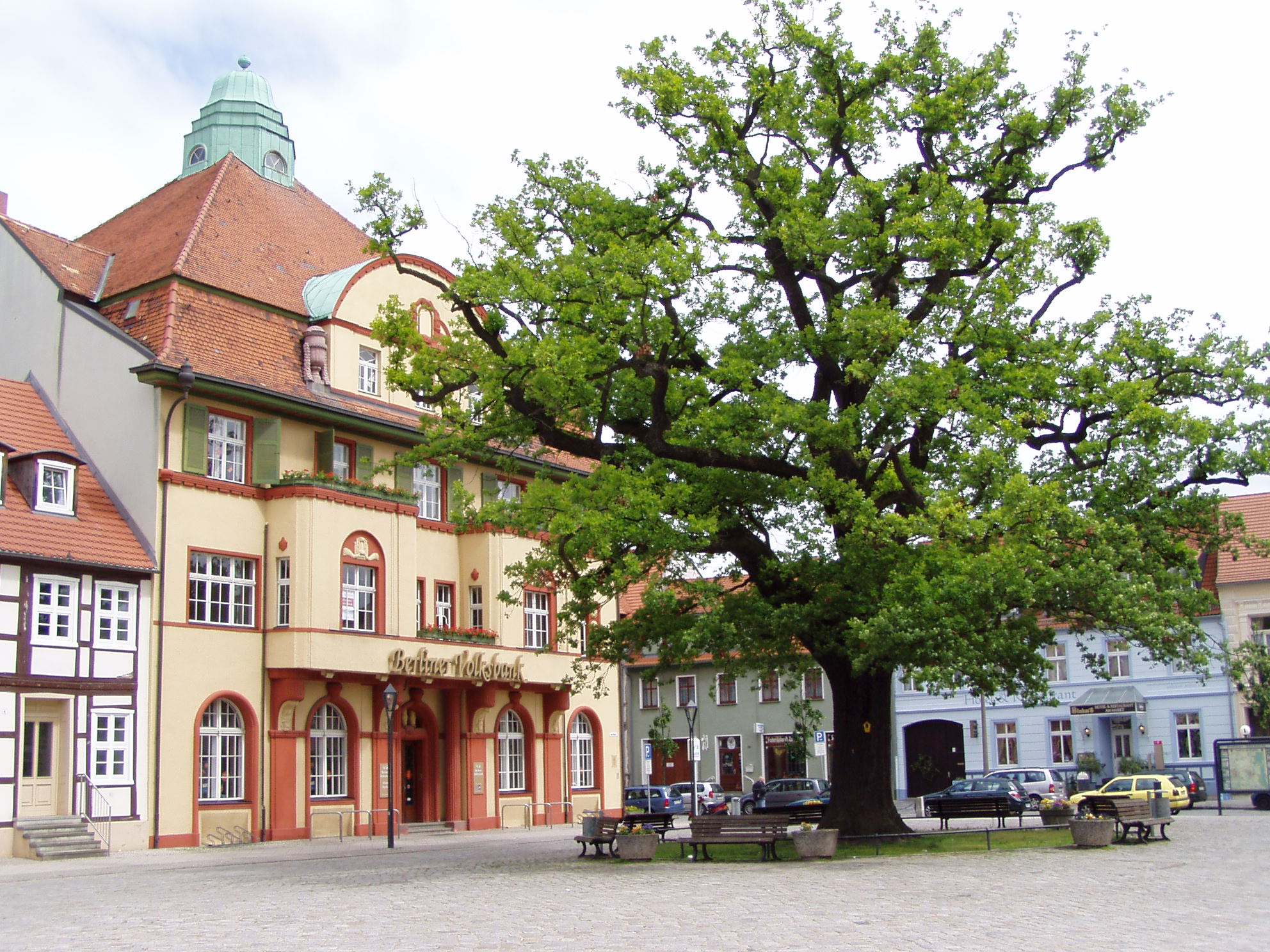
Bank i Dąb Przyjaźni